# Мордовцев, Марк Георгиевич
Марк Георгиевич Мордовцев (род. 28 января 1998, Псков) — российский пловец, специализирующийся в плавании брассом. Чемпион мира по зимнему плаванию, пятикратный призёр чемпионата мира 2018 и 2020 года.

## Биография
Марк родился 28 января 1996 в Пскове, рос в многодетной семье. У его родителей, Мордовцевой Ирины и Мордовцева Георгия, 6 детей. В семье все активно занимаются профессиональным спортом. Марк пошёл по стопам матери: в 7 лет его отдали в секцию по плаванию.
Пройдя начальную подготовку у тренера Флотской Надежды Юрьевны, он с 13 до 18 лет тренировался у Федосеева Геннадия Игоревича в Спортивной школе плавания «Барс» олимпийского резерва в г. Псков.
В 2013 году Марк был назначен региональным лидером РосМолСпорт (Российский спортивный союз молодежи) по Псковской области и Санкт-Петербургу.
В 2014 году Марк переехал в Санкт-Петербург, чтобы учиться в НГУ им. П. Ф. Лесгафта, на базе которого он продолжал заниматься плаванием.
С 2016 года по настоящее время он работает учителем физической культуры, имеет высшую квалификационную категорию.
В 2018 году он закончил НГУ им. П. Ф. Лесгафта.
В 2020 защитил магистерскую диссертацию.
С 2020 год по настоящее время обучается в аспирантуре ФГБУ СПбНИИФК.
В 2022году был назначен председателем региональной общественной организации "Федерация зимнего плавания Псковской области.

## Образование
В 2014 году окончил среднюю школу № 1 имени Л. М. Поземского, г Псков.
С 2014 по 2018 год учился в НГУ им. П. Ф. Лесгафта, диплом с отличием. В 2020 году защитил магистерскую диссертацию с отличием.
С 2020 года — аспирант Санкт-Петербургского научно-исследовательского института физической культуры.

## Личная жизнь
Не женат.

## Общественная деятельность
В июне 2014 года был назначен региональным лидером РосМолСпорт (Российский спортивный союз молодежи) по Псковской области и Санкт-Петербургу.
Ведет активную работу среди молодежи по следующим направлениям: пропаганда здорового образа жизни, организация и проведение спортивных мероприятий, привлечение молодежи к систематическим занятиям спортом, профилактика вредных привычек молодежи посредством спорта.
С 2016 года по настоящее время работает учителем физической культуры.
В 2021 году ему была присвоена высшая квалификационная категория учителя.
В 2022 году был назначен председателем региональной общественной организации «Федерация зимнего плавания Псковской области».

## Помимо спорта
С 2005 года Марк увлекается видеоблогингом, вместе со своим старшим братом он вел развлекательный канал на видеохостинге YouTube с названием «Пародии».
8 октября 2011 года Марк зарегистрировал свой собственный канал под названием «Жить в Кайф TV Mark», на котором рассказывает о спорте и путешествиях.
С 2014 года увлекается туризмом и путешествиями, он побывал более чем в 20 странах мира. Марк Георгиевич дает интервью на различных местных и федеральных каналах, популяризируя здоровый образ жизни.
В 2022 году снимался в сериале Король и Шут (сериал) в роли фаната.

## Медали

### Чемпионаты мира
- Бронза Таллин 2018 50 м брасс[32][33]
- Бронза Таллин 2018 эстафета 4×25 м брасс[32][33]
- Золото Блед 2020 эстафета 4×25 м в/с[3][34][35][36]
- Серебро Блед 2020 50 м брасс[3][34][35]
- Серебро Блед 2020 эстафета 4×25 м брасс[3][34][35]
- Бронза Блед 2020 25 м брасс[3][34][35]

### Кубки мира
- Серебро Петрозаводск 2019 25 м брасс[37][38]
- Золото Санкт-Петербург 2020 50 м в/c[39][40]
- Золото Санкт-Петербург 2020 50 м в/c[39][40]
- Золото Санкт-Петербург 2020 25 м брасс[6][39][40]
- Золото Санкт-Петербург 2020 4×25 м брасс[39][40][41]
- Золото Санкт-Петербург 2020 4×25 м в/с[39][40]
- Серебро Санкт-Петербург 2020 50 м в/c[39][40][42]
- Серебро Петрозаводск 2022 эстафета 4×25 м брасс[43][44]
- Серебро Петрозаводск 2022 эстафета 4×25 м в/с[43][44]

## Награды
- Победитель конкурса народного признания Федерального проекта «Аллея славы» (2018[45])
- Победитель Молодёжной премии Санкт-Петербурга в области спорта (2019[46])
- Призёр Молодёжной премии Санкт-Петербурга в общественной деятельности (2021[47])
- Благодарственное письмо главы города Пскова за добросовестный труд (Постановление Главы города Пскова от 05.07.2021 № 119[48])
- Благодарность депутата государственный думы Федерального собрания РФ за высокие спортивные достижения (2021[5])
- Общественная премия Псковской области «Народное признание» (2021[49])
- Благодарность губернатора Псковской области за высокие достижения в области физической культуры и спорта (2022[50][51])
- Победитель Общественной премии Псковской области «Народное признание» номинация «Рекорд» (2022[52][53])